# Новаццано
Новаццано (італ. Novazzano) — громада  в Швейцарії в кантоні Тічино, округ Мендрізіо.

## Географія
Громада розташована на відстані близько 170 км на південний схід від Берна, 40 км на південь від Беллінцони.
Новаццано має площу 5,2 км², з яких на 27,4% дозволяється будівництво (житлове та будівництво доріг), 40,5% використовуються в сільськогосподарських цілях, 30,9% зайнято лісами, 1,2% не є продуктивними (річки, льодовики або гори).

## Демографія
2019 року в громаді мешкало 2346 осіб (-2,5% порівняно з 2010 роком), іноземців було 17,8%. Густота населення становила 449 осіб/км².
За віковим діапазоном населення розподілялося таким чином: 16,6% — особи молодші 20 років, 57,9% — особи у віці 20—64 років, 25,5% — особи у віці 65 років та старші. Було 1034 помешкань (у середньому 2,2 особи в помешканні).
Із загальної кількості 2061 працюючого 69 було зайнятих в первинному секторі, 892 — в обробній промисловості, 1100 — в галузі послуг.